# St. Pankratius (Hochhausen)

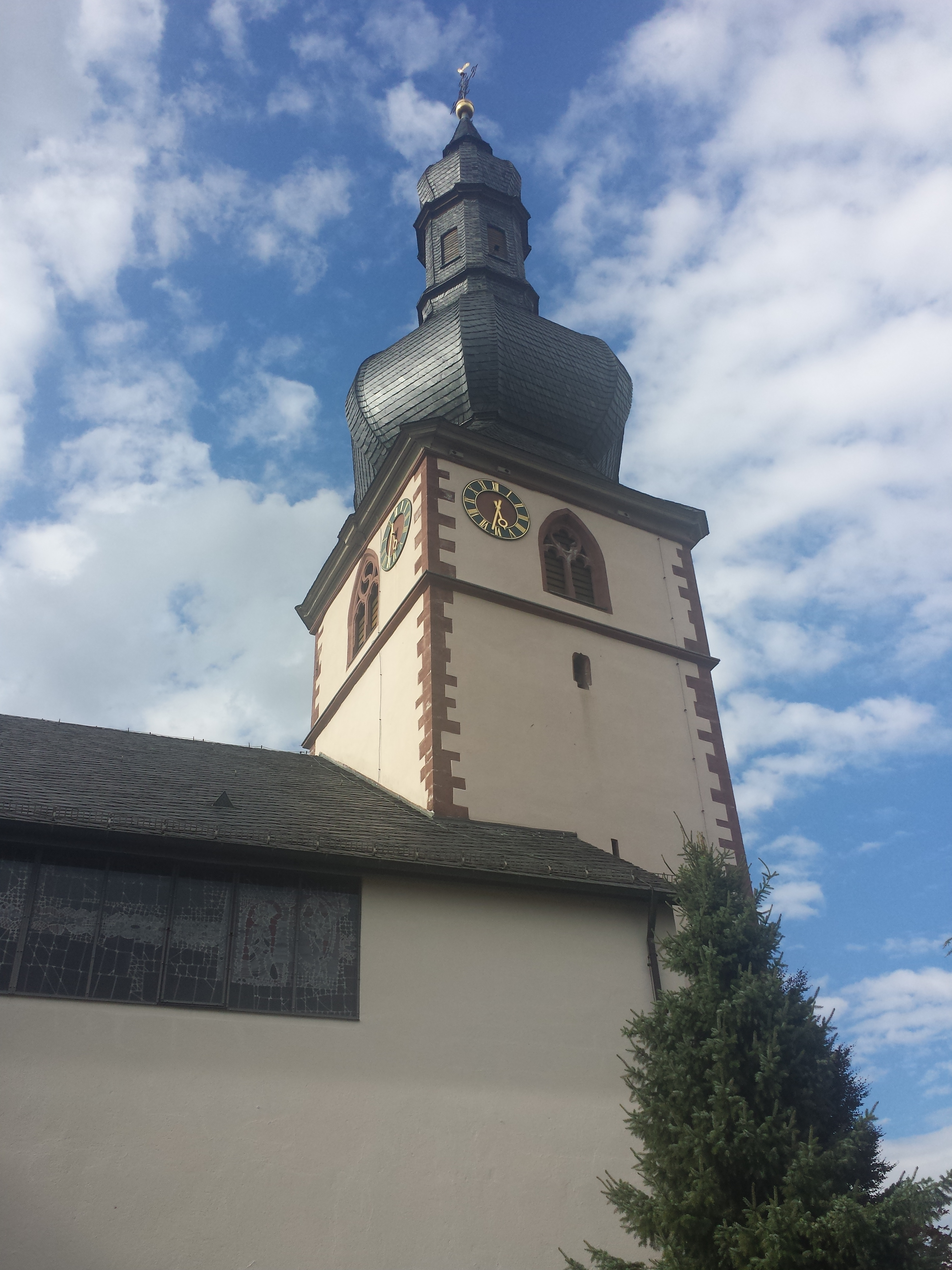
Der barocke Zwiebelturm der Pfarrkirche St. Pankratius

Die römisch-katholische Pfarrkirche St. Pankratius in Hochhausen, einem Stadtteil von Tauberbischofsheim im Main-Tauber-Kreis in Baden-Württemberg, wurde im Jahre 1329 im gotischen Stil erbaut und 1795 im barocken Stil fertiggestellt. Ab 1960 kam es zu einem Neubau der Kirche. Die Pankratiuskirche beherrscht das Ortsbild von Hochhausen mit ihrem von weithin sichtbaren Zwiebelturm.
Die Pankratiuskirche gehört zur Seelsorgeeinheit Tauberbischofsheim, die dem Dekanat Tauberbischofsheim des Erzbistums Freiburg zugeordnet ist.
Mit ihrer Lage am Taubertalradweg ist die Pankratiuskirche als Radwegekirche ausgewiesen.

## Beschreibung und Geschichte

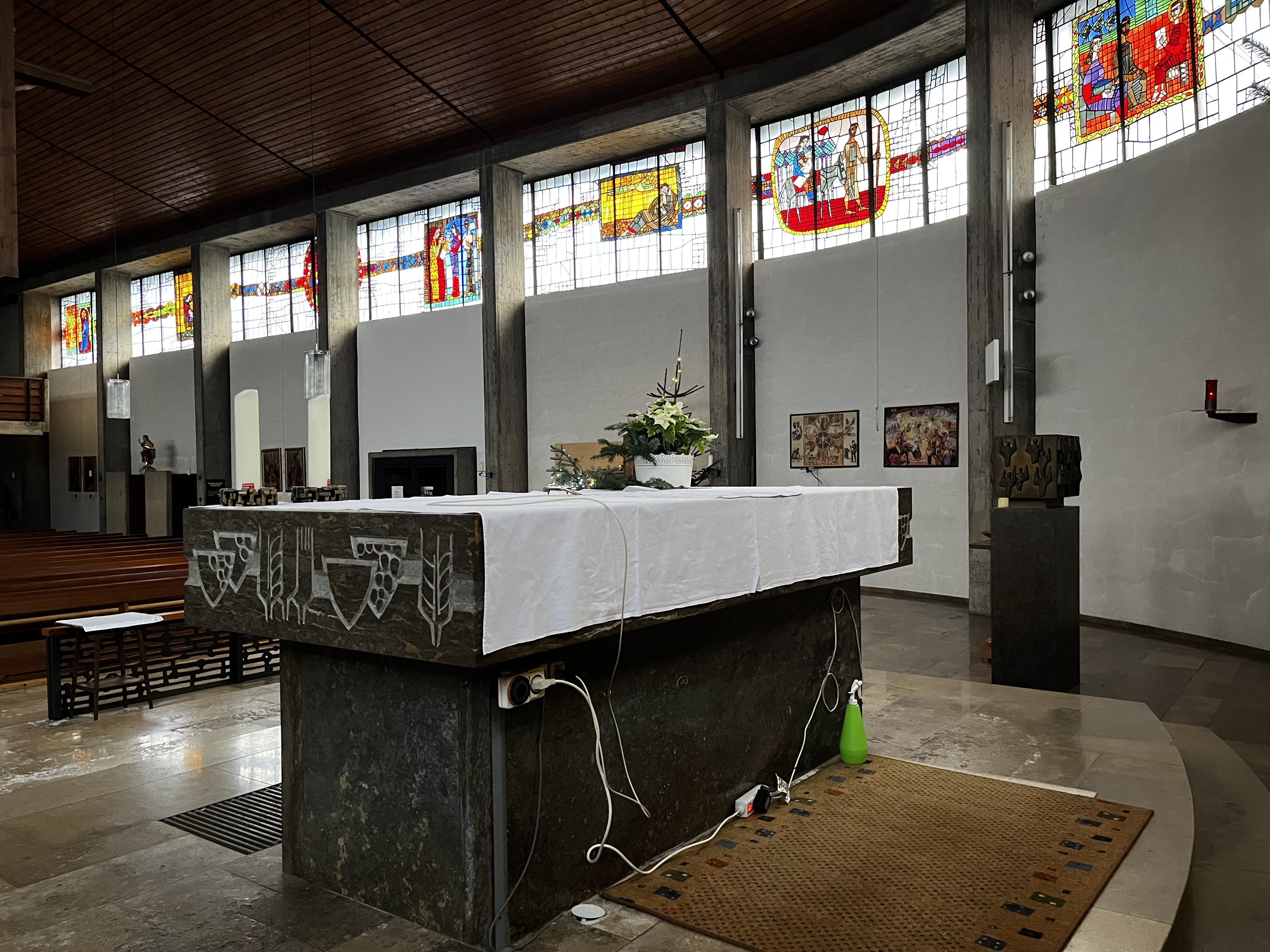
Inneres, Farbfenster

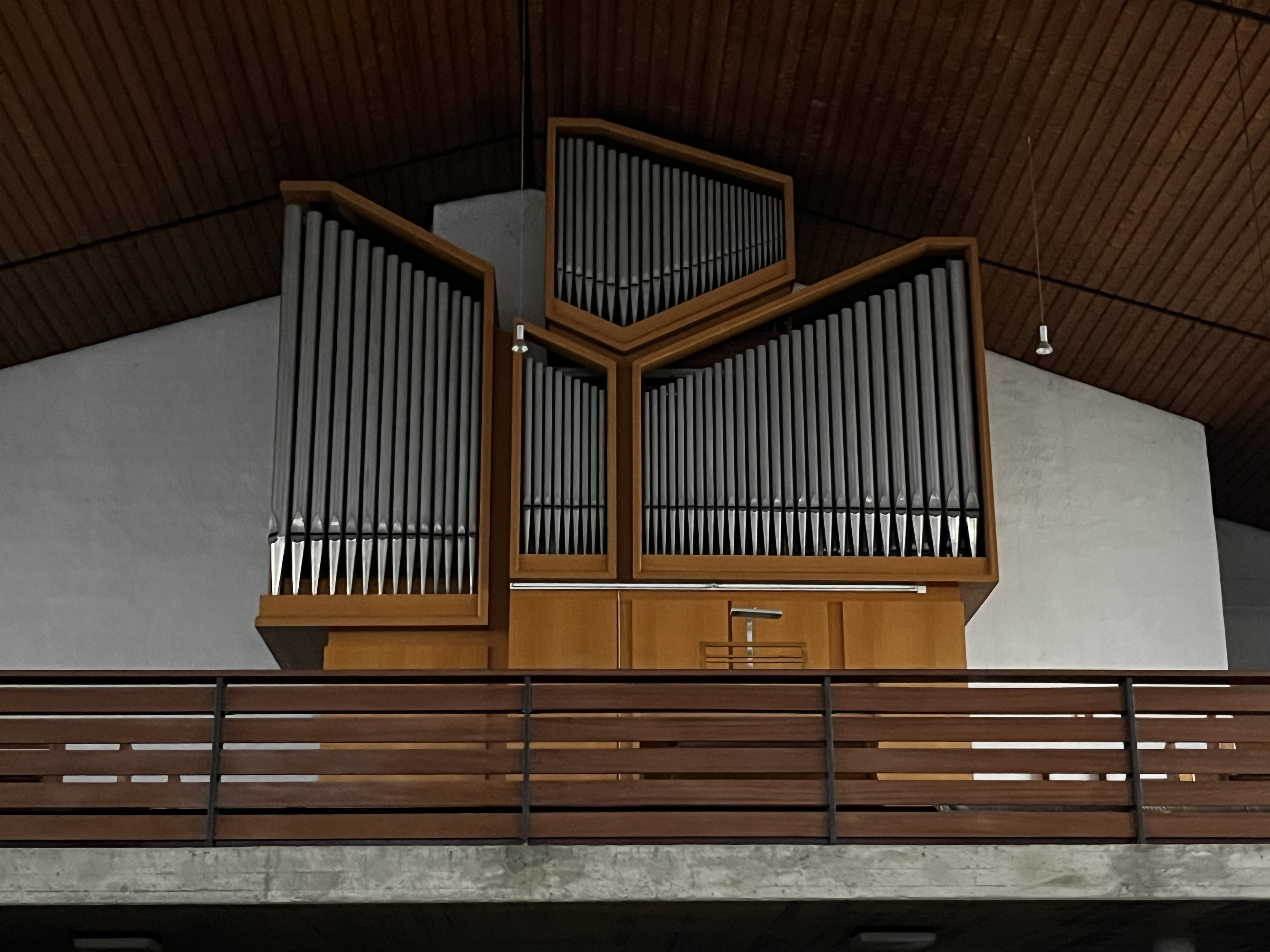
Laukhuff-Orgel

Das Christentum fand in Hochhausen wohl schon zur Zeit des heiligen Bonifatius Eingang, als dieser das Bistum Würzburg gründete und im Jahr 722 im benachbarten Tauberbischofsheim eine Kirche einweihte. Für seine Verwandte Lioba baute er dort kurze Zeit später (etwa 725 bis 735) ein Kloster. Die Hochhäuser Pfarrgemeinde gehörte wohl um 800 zum Bistum Würzburg und vom Jahr 900 ab etwa zum Erzbistum Mainz, denn für die benachbarte Gemeinde Tauberbischofsheim ist diese Zugehörigkeit belegt und dasselbe mag wohl auch für Hochhausen gelten. 1223 wird Mainz urkundlich erwähnt, das in Hochhausen Lehensgüter erhielt. Der Bau der Hochhäuser Pankratiuskirche wurde 1329 im gotischen Stil begonnen (unter anderem der Turm) und 1795 im barocken Stil fertiggestellt. Ab 1960 kam es zu einem Neubau der Kirche. Das Kirchenschiff wurde zuletzt im Jahre 1963/64 erneut gebaut. 
Zur Kirchenausstattung zählen unter anderem Glasfenster von Franz Dewald.
Die Orgel der St.-Pankratius-Kirche wurde 1964 von der Firma Laukhuff aus Weikersheim gefertigt. Sie enthält alte Holzpfeifen der 1845 von Carl Göller (Tauberbischofsheim) für die Vorgängerkirche gebauten Orgel.

## Glocken
Im hölzernen Glockenstuhl des 49 Meter hohen Kirchturms, dessen untere Geschosse aus dem Mittelalter stammen, hängt ein fünfstimmiges Glockengeläut aus Bronze, in dessen Melodielinie das Motiv Salve Regina erklingt. Neben vier Glocken von 2003 der Glockengießerei Bachert aus Karlsruhe hängt eine historische Glocke von 1694.
| Glocke | Gussjahr | Gießer                             | Durchmesser | Gewicht | Schlagton |
| ------ | -------- | ---------------------------------- | ----------- | ------- | --------- |
| 1      | 2003     | Glockengießerei Bachert, Karlsruhe | 1245 mm     | 1004 kg | dis′+2    |
| 2      | 2003     | Glockengießerei Bachert, Karlsruhe | 1010 mm     | 543 kg  | g′+2      |
| 3      | 2003     | Glockengießerei Bachert, Karlsruhe | 850 mm      | 362 kg  | ais′+6    |
| 4      | 2003     | Glockengießerei Bachert, Karlsruhe | 750 mm      | 250 kg  | c″+8      |
| 5      | 1694     | Sebald Kopp, Würzburg              | 650 mm      | 140 kgß | e″-4      |